# Neil Flynn
Pour les articles homonymes, voir Flynn.
Neil William Flynn est un acteur américain né le 13 novembre 1960 à Waukegan, Illinois (États-Unis).

## Biographie
Neil Flynn (de son nom complet Neil William Flynn) est né le 13 novembre 1960 dans la banlieue sud de Chicago et déménagera à Waukegan très jeune. En tant qu'étudiant à la Waukegan East high School en 1978, lui et son comparse Mike Shklair remportent le concours régional en tant que meilleur duo comique. Après avoir obtenu son diplôme à l'université Bradley de Peoria (Illinois) en 1982, il retrouve Chicago afin d'y poursuivre une carrière d'acteur.
Dans la série télévisée américaine Scrubs, Neil Flynn joue le rôle du concierge qui tyrannise J.D, le héros. La particularité du personnage que Neil Flynn interprète est que son nom et son prénom sont inconnus. Dans un des épisodes de la série, il présente son métier à une classe de primaire et se présente en tant que docteur Itor, prénommé Jan (Janitor est la traduction de concierge en anglais).
Tout au long de son rôle de balayeur dans Scrubs, il n'a aucun script ou presque. En effet, l'acteur improvise quasiment toutes ses répliques au fil des saisons. On peut en avoir un aperçu dans les bonus des DVD commercialisés de la série, où l'on peut voir les scènes non-sélectionnées par Bill Lawrence (créateur de la série et également de la série Spin City). Pour une seule scène, il peut improviser une dizaine de répliques.
Après la fin de la saison 8 de Scrubs, il est annoncé que Neil Flynn quitte définitivement la série. Il revient néanmoins en guest star dans le premier épisode de la saison 9, pour expliquer le départ du personnage. Bill Lawrence, le réalisateur de la série, annonce qu'il se pourrait « à 90 % » que l'acteur revienne rejouer dans la série, mais celle-ci est annulée un mois plus tard.
Il fait aussi une apparition dans That '70s Show (saison 2, épisode 3) où il fait le videur d'une boîte de disco, ainsi que dans  Demain à la une (saison 1, épisode 1), en tant qu'agent fédéral.
Neil Flynn joue le rôle de Mike, un père de famille représentative de la classe moyenne , dans la série The Middle (2009-2018).

## Filmographie

### Cinéma
- 1989 : Les Indians (Major League) de David S. Ward : Longshoreman
- 1993 : La Star de Chicago (Rookie of the Year) de Daniel Stern : Okie (Cubs first baseman)
- 1993 : Le Fugitif (The Fugitive) : Policier du métro
- 1994 : The Fence : Dominick
- 1994 : Bébé part en vadrouille (Baby's Day Out) : Cop #1
- 1996 : Poursuite (Chain Reaction) : State Trooper Nemitz
- 1997 : Maman, je m'occupe des méchants! (Home Alone 3) : Police Officer #1
- 1999 : Magnolia de Paul Thomas Anderson : Stanley Berry
- 2000 : L'Ombre de la séduction (The Right Temptation) : Max
- 2003 : The Removers : Exchanger
- 2003 : Brainwarp (vidéo) : Detective Jim Fist
- 2004 : Lolita malgré moi (Mean Girls) : Cady's Dad
- 2004 : Présentateur vedette : La Légende de Ron Burgundy
- 2006 : Hoot : M.. Eberhardt
- 2006 : 5-25-77 : Dr Callahan
- 2007 : Sex and Death 101 : Zack
- 2008 : Indiana Jones et le Royaume du crâne de cristal : Smith
- 2020 : Superman : L'Homme de demain (Superman: Man of Tomorrow) de Chris Palmer : Jonathan Kent (voix)

### Télévision
- 1989 : L'Enfer du devoir (Tour of Duty) : Saison 2, épisode 14 : SEAL
- 1996 : To Sir, with Love II (TV) : Detective Dennis
- 1997 : Seinfeld (TV) : saison 8 épisode 22 ;  Cop #1 saison 2
- 2000 : That '70s Show (TV) Saison 2, Episode 3 : Le videur de la boîte Disco"
- 2001 - 2009 : Scrubs (TV) (saisons 1 à 9): Le Concierge
- 2001 : Les Experts : saison 2 épisode 13 (TV) ; Un officier de police
- 2002 : Smallville : saison 2 épisode 21
- 2002 : Joyeux muppet show de Noël (It's a Very Merry Muppet Christmas Movie) (TV) : Janitor
- 2006 : Joey : saison 2 épisode 21 (TV) : Le prêtre
- 2009 - 2018 : The Middle : Mike Heck
- 2014 : Surviving Jack: épisode 06 - prof de sport
- 2015 - 2016 : Vixen : Chuck McCabe (Voix)
- 2024 - 2025 : Shrinking : Raymond

## Ludographie
- 2002 : Ratchet & Clank : le Plombier
- 2003 : Ratchet & Clank: Going Commando : le Plombier
- 2004 : Ratchet & Clank: Up Your Arsenal : le Plombier

## Voix francophones
En version française, Neil Flynn est doublé par Pascal Massix dans les six premières saisons de la série Scrubs. Ce dernier étant décédé en 2008, il est remplacé par Marc Alfos dans les trois dernières saisons de la série. Il le double ensuite dans les deux premières saisons de la série dans la série The Middle, puis décède à son tour en 2012, pour être remplacé par Patrick Béthune, qui le double jusqu'à la saison 8 comprise. Mort en 2017, Béthune est remplacé par Michel Vigné dans la dernière saison.
Neil Flynn est également doublé par Gabriel Le Doze dans Lolita malgré moi, Mathieu Buscatto dans Hoot, Boris Rehlinger dans Indiana Jones et le Royaume du crâne de cristal et Paul Borne dans Shrinking.

## Commentaires
Neil Flynn a un petit rôle dans Le Fugitif, où il donne la réplique à Harrison Ford le temps d'une scène. Cette apparition est reprise dans l'intrigue de l'épisode 8 de la troisième saison de la série Scrubs. Neil Flynn retrouve aussi Harrison Ford, toujours le temps d'une scène, dans le quatrième volet Indiana Jones et le Royaume du Crâne de Cristal.